# Passiemuziek
Passiemuziek is een muziekstuk dat de passie, het lijden van Jezus Christus, als uitgangspunt heeft.
Passiemuziek heeft in de loop der eeuwen een grote ontwikkeling doorgemaakt. Oorspronkelijk werd de muziek eenstemmig gezongen. Rond de 10e eeuw werden de rollen van Christus, de verteller, het volk en anderen verdeeld over verschillende zangers, zowel solistisch als in groepen. Men noemt dit de koraalpassie of responsori. De gezongen tekst komt hier letterlijk overeen met een van de Evangelies.
Rond 1500 kwam de polyfone muziek op. Ook de passiemuziek werd hierbij aangepast. Er kwamen harmonieën en meerstemmigheid bij, wat resulteerde in de motetpassie.
Later, in de 17e en 18e eeuw, schreven componisten als Dietrich Buxtehude, Heinrich Schütz, Reinhard Keiser, Johann Sebastian Bach, Georg Friedrich Händel en Georg Philipp Telemann passies in de vorm van een oratorium. In de oratorische passie wordt de letterlijke evangelietekst afgewisseld met teksten die het evangelieverhaal becommentariëren. Een volgende stap was de zogenoemde Brockes-passie, op teksten van de Hamburgse magistraat Barthold Heinrich Brockes, waarbij de Bijbelteksten herdicht zijn.
Van de vele oratoria zijn Bachs Matthäus-Passion en Johannes-Passion de bekendste en de meest gespeelde. Ze worden in de tijd voor Pasen overal in de westerse wereld uitgevoerd. Twintigste-eeuwse passies werden gecomponeerd door onder anderen Frank Martin (Golgotha), Krzysztof Penderecki (Lukas-Passie), Sofia Goebaidoelina (Johannes Passie) en Arvo Pärt (Passio Domini nostri Jesu Christi secundum Johannem). Een populaire passie zou men de musical Jesus Christ Superstar van Andrew Lloyd Webber kunnen noemen.